# Datenverarbeitungszentrum
Ein Datenverarbeitungszentrum (Abk.: DVZ) war eine Form von Rechenzentren in der DDR. Im Gegensatz zu den firmeneigenen Rechenzentren übernahmen sie Abrechnungs- (Datenerfassung, Datenverarbeitung, Archivierung) oder Softwareentwicklungsaufgaben für Firmen und staatliche Einrichtungen, die keine eigenen Rechenzentren besaßen. Meist waren sie in den Bezirksstädten angesiedelt. Sie waren zusammengeschlossen in der  VVB Datenverarbeitung, ab 1980 im Kombinat Datenverarbeitung.
Nach der Wiedervereinigung suchte die Treuhand händeringend Käufer für die ehemaligen Datenverarbeitungszentren. Im Zuge der Umstrukturierung der Wirtschaft in der DDR konnte sie einige der Datenverarbeitungszentren in kommunale Gebietsrechenzentren umwandeln oder spezialisierte Dienstleister am Markt halten. Beispiele dafür sind das DVZ Gera oder das DVZ Mecklenburg-Vorpommern, die beide noch heute bestehen, die aus dem DVZ Neubrandenburg entstandene Firma data experts oder das bis 2001 zu T-Systems gehörende DVZ Magdeburg, das 2004 aufgelöst wurde.